# NGC 1496
NGC 1496 (другое обозначение — OCL 396) — рассеянное звёздное скопление в созвездии Персея. Открыто Джоном Гершелем в 1831 году. Описание Дрейера: «скопление, напоминающее сегмент кольца». Скопление удалено от Земли на расстояние 1230 парсек, его диаметр — 3,2 парсека. Оно содержит 36 звёзд, 3 из которых — красные гиганты. Наиболее ранний спектральный класс звезды в нём — A4, а возраст скопления — 630 миллионов лет.
Этот объект входит в число перечисленных в оригинальной редакции «Нового общего каталога».